# Markus Lange-Czechowicz
Markus Lange-Czechowicz (* 1. September 1942 in Dąbrowa Górnicza) ist ein polnisch-deutscher Bildhauer des Fantastischen Realismus.

## Leben
Markus Lange-Czechowicz studierte am Musischen Konservatorium und an der Kunstakademie in Krakau (Restaurierung) 1962–63. Anschließend setzte er sein Studium an der Landwirtschaftshochschule in Krakau fort (Maschinenbau Dipl.-Ing.) 1964–69. Er war von 1969 bis 1971 Assistent an der Landwirtschaftshochschule Krakau. Von 1971 bis 1974 war er Fotograf im Nationalmuseum in Krakau, von 1974 bis 1981 war er freischaffender Fotograf in Krakau mit Meisterprüfung. Ab 1984 war er als freischaffender Bildhauer in Nürnberg tätig.

## Ausstellungen (Auswahl)
- 1987 – Dresdner Bank, Schwabach (D) – Einzelausstellung
- 1988 – Goethe-Institut, Oslo (N)
- 1988 – Ibis Hotel, Nürnberg (D) – Einzelausstellung
- 1989 – „85-Jahre KVE Erlangen“, Ansbach (D)
- 1989 – „Academie Internationale des Arts contemporains“, Bruksela (B)
- 1989 – KVE Erlangen in Jenia (D)
- 1989 – Französische Botschaft in Bonn; zum Besuch von Präsident Mitterrand (D) – Einzelausstellung
- 1990 – Galerie „St. Lorenz“, Nürnberg (D)
- 1990 – Galerie „Phantastica“, Nürnberg (D)
- 1990 – Kunstmesse „Art 5“, Nürnberg (D)
- 1990 – Galerie Grohe, Hannover (D) – Einzelausstellung
- 1990 – „Karlshalle“, Ansbach (D)
- 1991 – „Kontraste“, Jena (D)
- 1991 – Galerie Stawski, Krakau (P L) – Einzelausstellung
- 1991 – „Salon International“, Chapelle des Cordeliers, Sarrebourg (F)
- 1991 – „Salon International“, Palais des Congres, Vittel (F)
- 1991 – Institut d’Europe, Symposium: „Kunst und Bildung“, (Luxemburg)
- 1991 – „Academie Europe des Arts“, (Luxemburg)
- 1991 – „WELTAUSSTELLUNG TELEKOM“, (12 ausgewählte Künstler), Genf
- 1991 – „SALON d’AUTOMNE“, Grand Palais, Paris (Herbstsalon)
- 1991 – „Societe des Art. Independants“, Grand Palais, Paris (Salon unabhengig) (F)
- 1991 – „Salon International“, Galerie Poirel, Nancy (F)
- 1991 – „Rheinhalle“, Remagen (Bonn) (D)
- 1992 – „50-Jubiläumsausstellung Postakademie“, Bad Honnef, (Bonn) (D) – Einzelausstellung
- 1992 – Stadttheater, Fürth (D) – Einzelausstellung
- 1992 – Galerie im Rathaus, Sommerhausen (D) – Einzelausstellung
- 1992 – „Realismus International“, City-Center Fürth (D)
- 1992 – „Salon International“, Chapelle des Cordeliers, Sarrebourg (F)
- 1992 – „Eros ist frei“, Galerie für Erotische Kunst, Köln (D)
- 1992 – „13 Exposition Art d’Ete“, Longwy, (F)
- 1992 – „SALON d’AUTOMNE“, Grand Palais, Paris (Herbstsalon) (F)
- 1993 – „Academie Internationale des Arts contemporains“, Brüssel (B)

Promotion „Dr Honoris causa of art“
- 1993 – „SALON d’AUTOMNE“, Grand Palais, Paris (Herbstsalon) (F)
- 1994 – Renovierungsarbeiten des Turmes, Einrichtung als Atelier.

23. Oktober 1994 – Eröffnung
- 1995 – Ausstellung „100 Künstler“, Nürnberg (D)
- 1995 – „Schlos Almoshof“, Nürnberg (D)
- 1995 – Hotel „Carlton“, Nürnberg (D) – Einzelausstellung
- 1995 – Institut d’Europe, (Luxemburg)
- 1996 – Enthüllung des Denkmals „Bratwurst-Noris“ im Krakauer Haus (Nürnberg)
- 1996 – „Germanisches National Museum“, Nürnberg (D)
- 1996 – „Academie Internationale des Arts contemporains“, Brüssel (B)- Verleihung des Ordens „Chevalier“
- 1996 – Galerie „Usai“, Heimerzheim, Bonn (D) – Einzelausstellung
- 1997 – Internationale Kunstmesse, Genf (CH)
- 1997 – „Centre cultural i de congressos lauredia“, Andorra
- 1997 – „SALON d’AUTOMNE“, Paris (Herbstsalon)
- 1998 – „SALON d’AUTOMNE“, Paris (Herbstsalon) (F)
- 1998 – Galerie „Donth“, Nürnberg (D) – Einzelausstellung
- 1999 – X-Salon du Littoral Centre Culturel – Bondeville (F)
- 1999 – „Itineraire 99“ Ausstellung mit Baselitz, Lüpertz, Polke Levallois-Perret Paris (F)
- 2000 – Salon Lucie Faure 2000 Paris (F)
- 2001 – Krakauerhaus in Nürnberg – Komputergrafiken (D) – Einzelausstellung
- 2001 – Bach-Ansbach-Woche Ansbach (D)
- 2001 – Salon d` Automne Paris (Herbstsalon) (F)
- 2001 – Salon Lucie Faure Paris (F)
- 2002 – Kunst auf der Burg in Eppeleisaal – Nürnberg (D)
- 2002 – Golfklub Habsberg (D) – Einzelausstellung
- 2003 – Eisenbahn-Bundesamt in Bonn (D)
- 2003 – Generalkonsulat Republik Polen in Köln (D) – Einzelausstellung
- 2003 – Salon d´ Automen – Paris (Herbstsalon) (F)
- 2005 – Polnisches Kulturzentrum in München (D) – Einzelausstellung
- 2005 – Kreissparkasse Sendlinger-Tor-Platz München „Begegnungen“ (D)
- ab dem Jahr 2003 erschließt der Skulptör neue Tätigkeitsfelder auf dem Gebiet Computergrafik, Entwerfen von Silberschmuck wie auch Restaurieren von Gemälden.

## Preise und Auszeichnungen
- “CUP Galerie AKHENATON”, Salon International, Chapelle des Cordeliers, Sarrebourg (F), 1991.
- “Vitellius d’Argent”, Salon International, Palais des Congres, Vittel(F), 1991.
- “Goldmedaille”, Academie Europe des Arts (Luxemburg), 1991.
- “CUP Paul Richard”, Salon International, Galerie Poirel, Nancy (F), 1991.
- “Goldmedaille”, Salon International, Chapelle des Cordeliers, Sarrebourg (F), 1992.
- “Preis d’Senat, 13 Exposition Art d’Ete”, Longwy, (F), 1992.
- “Grand Prix”, Academie Internationale des Arts contemporains, Brüssel, (B) 1993.
- Promotion “Dr Honoris causa of art”, Academie Internationale des Arts contemporains, Brüssel, (B) 1993.
- Verleihung des Ordens- “Chevalier”, Academie Internationale des Arts contemporains, Brüssel (B), 1996.
- Nominierung zum Professor des Artes Accademia Internazionale “Greci-Marino”, Accademia del Verbano Vinzsaglio-Italia, 1999.

## Bibliographie
- U. Adler, Axel-Alexander Ziese: Bildnisse. Forschungsinstitut Bildender Künste, Nürnberg 1989, ISBN 3-923326-21-1.
- Quand l’ Art du XXe Siecle etait concu par des inconnus....L’ Histoiredu Salon d’ Automne, de 19O3 a’ nos jours. Editions Arts et Images du Monde, Paris 1992.
- Axel-Alexander Ziese: Allgemeines Lexikon der Kunstschaffenden. Forschungsinstitut Bildender Künste, Nürnberg 1993, ISBN 3-923326-80-7.
- Inteneraire Exposition dArt contemporain Imprimerie Montligeon Nr: Imprimeur 19470.
- GRAND PALAIS PARIS Exposition 2001 (Salon Automne Paris)
- Eros ist Frei 2 Kunstkabinett. Edition Hansen, Köln 1990.
- Polacy w swiecie. Edycion Z.Judycki, ISSN 1246-4953.
- Who’s-Who Polonia 2OOO. Edition Institut Biografiki Polonijnej, Paris 2000, ISBN 83-01-13186-1.
- Begegnungen München (Spotkania)